# Општина Кобиље
Општина Кобиље (словен. Kobilje) је једна од општина Помурске регије у држави Словенији. Седиште општине и једино њено насеље је Кобиље.

## Природне одлике
Рељеф: Општина Кобиље налази се у североисточном делу Словеније и погранична је ка Мађарској на истоку. Општина се простире у крајње источном делу области Прекомурје, на месту где равничарски део области прелази у побрежје Горичко.
Клима: У општини влада умерено континентална клима.
Воде: На подручју општине нема значајних водотока, а сви мали водтоци су у сливу речице Лендаве.

## Становништво
Општина Кобиље је ретко насељена.

## Насеља општине
- Кобиље